# Peggy Flanagan

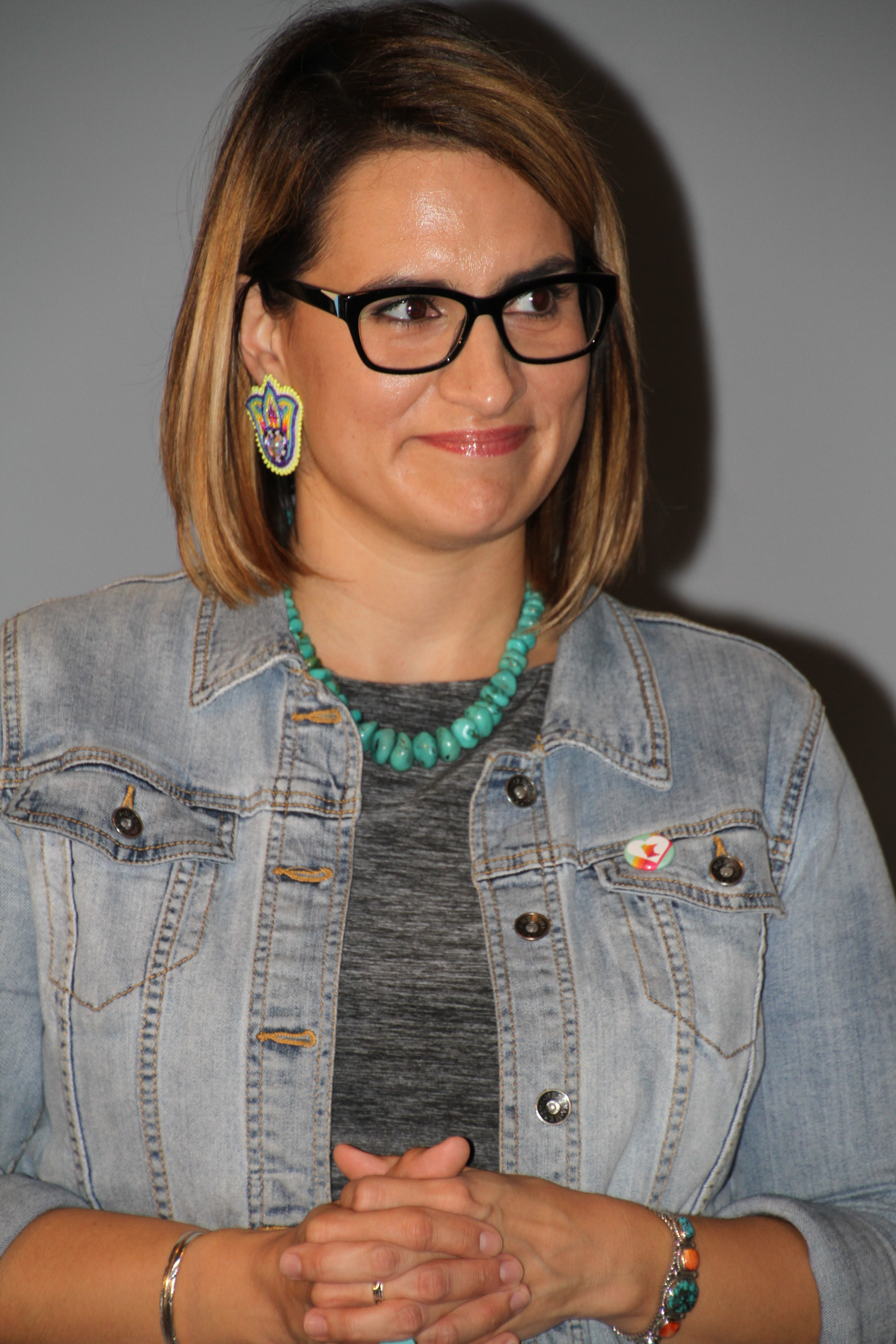
Peggy Flanagan (2017)

Peggy Flanagan (* 22. September 1979 in St. Louis Park, Minnesota) ist eine US-amerikanische Politikerin der Minnesota Democratic-Farmer-Labor Party, dem Ableger der Demokratischen Partei in Minnesota. Sie ist seit dem 7. Januar 2019 Vizegouverneurin von Minnesota und gehörte zuvor seit 2015 dem Repräsentantenhaus dieses Bundesstaates als Abgeordnete an.

## Leben
Peggy Flanagan wuchs in St. Louis Park, Minnesota auf und hat indianische Vorfahren aus der Volksgruppe der Ojibwa. Nach dem Besuch des College absolvierte sie an der University of Minnesota einen Bachelor of Science im Fach Kinderpsychologie. Noch vor ihrem Abschluss 2002 begann sie ihr politisches Engagement bei der Demokratischen Partei und unterstützte den Wahlkampf von US-Senator Paul Wellstone. Nach ihrem Studium arbeitete sie für den Greater Minneapolis Council of Churches und half bei der schulischen Integration von indianischstämmigen Kindern. Im Jahr 2004 wurde sie in das staatliche Aufsichtsgremium der öffentlichen Schulen Minnesotas gewählt.
Nachdem ein erster Versuch für die Wahl ins Repräsentantenhaus von Minnesota im Jahr 2008 bereits frühzeitig gescheitert war, gewann Flanagan im November 2015 eine Nachwahl für den 46. Wahlbezirk. Im November 2016 gewann sie dann die nächste reguläre Wahl. 2017 gründete sie mit einer Reihe von Kollegen einen Arbeitskreis von indianischstämmigen Abgeordneten. Im Oktober 2017 wählte sie der Bewerber für das Gouverneursamt, Tim Walz, als Running Mate für den Posten der Vizegouverneurin. Nachdem sich das Duo bei einer parteiinternen Abstimmung durchgesetzt hatte, gewannen Walz und Flanagan die Gouverneurswahl am 6. November 2018 mit 53,9 % der Stimmen. Flanagan wurde am 7. Januar 2019 als Stellvertreterin des neuen Gouverneurs vereidigt. Dieses Amt wird seit 1983 durchgehend von Frauen ausgeübt. Sie ist die erste Amtsinhaberin mit indianischen Wurzeln.
Peggy Flanagan ist geschieden und hat eine Tochter.